# Edward E. Louis Jr.
Edward E. Louis Jr. és un genetista de la conservació que va fundar la Madagascar Biodiversity Partnership (MBP) el 1998. És director de Genètica de la Conservació al Henry Doorly Zoo and Aquarium i director general de l'MBP. Louis va anar a la Universitat Texas A&M, on es va graduar en medicina veterinària l'any 1994 i va obtenir el doctorat de Genètica el 1996.
El seu equip va identificar onze espècies de lèmurs mostela (Lepilemur) el 2006. També va ajudar a descriure tres lèmurs ratolí (Microcebus) el 2006 i dues més l'any 2008. És un dels autors del llibre Lemurs of Madagascar.